# 미셸 비지즈
미셸 비지즈(Michelle Visage, 1968년 9월 20일 ~ )는 미국의 라디오 DJ, 가수, 배우, 방송인, 사회자, 전직 쇼걸이다. 2011년부터 리얼리티 경연 프로그램 《루폴의 드래그 레이스》에서 심사위원으로 활동하면서 이름을 세계적으로 알렸다.